# Waardamme
Waardamme (en Flamenc occidental Wardamme) és un nucli del municipi d'Oostkamp a la província de Flandes Occidental a la regió flamenca de Bèlgica. Fins a l'1 de gener de 1977 va ser un municipi independent. L'1 de gener del 2014 tenia 2.021 habitants, un creixement de 8,7% des de 2007, a una superfície de 746 hectàrees.

## Geografia i economia

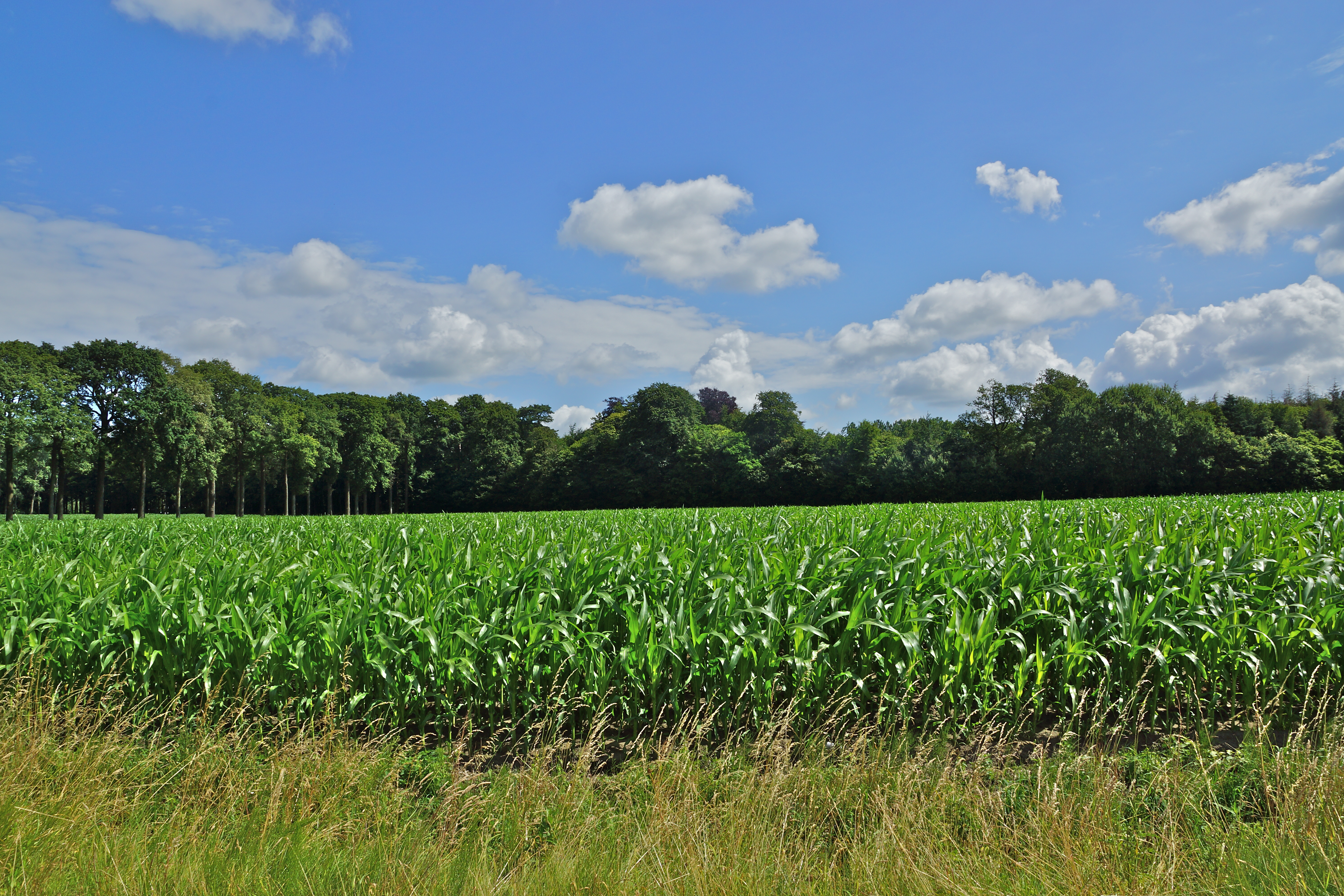
Bosc del Rooiveld

Waardamme és a l'Houtland a la Flandes sorrosa, a la conca del Waardammebeek i el seu efluent el Rivierbeek, que desguassa al Canal Gant-Bruges, excavat a l'edat mitjana a la vall de l'antic Zuidleie. Entre les serrats sorrosos que daten de l'Eocè (fa uns 40 a 70 millions d'anys) i unes valls argiloses. Els boscs es troben principalment a les zones arrenoses, una reforestació d'una antiga landa, al marge dels Rivierbeek i Hertsbergebeek, un parc natural amb paisatges interessants al Rooiveld, el Kampveld i els estanys dels Papenvijvers a la frontera amb Hertsberge. L'eix principal de transport és la carretera de Bruges cap a Kortrijk, la N50. No hi ha cap ferrocarril ni via navegable.
Tot i que la urbanització creixent ha canviat parts del poble en zona residencial, l'agricultura i la silvicultura queden activitats econòmiques majors. S'hi conrea sègol, civada i altres plantes de pastura per a la ramaderia de vaques, porcs i aviram. Queda poca indústria, que s'ha concentrat al costat de la carretera: producció de pastura, de mobles (1945-1999) i negoci de materials de construcció.

## Història
La primera menció del poble, Capella de Wara, data de l'any 961, una capella al marge del Ware o del Wareken, antics noms de l'actual riu Waardammebeek segons l'historiador Karel De Flou (1853-1931). Més tard s'hi va construir un dic (neerlandès dam) i des del 1331 es parla de Waardamme, que significa dic al riu Ware. El 2004 van descobrir-se traces arqueològiques d'una casa del Neolític, túmul de l'edat del bronze i tombes romanes. Va desenvolupar-se com a parròquia des de l'inici del segle x, l'església depenia del capítol de l'Abadia de Sant Bertí de Sint-Omaars, ara a França. Civilment, depenia de l'amt i de la senyoria d'Oostkamp. Al segle xvii, com tots els pobles rurals de la zona, va patir molt de les hostilitats durant la Guerra dels Vuitanta Anys. Després de l'ocupació espanyola, el 1713 passà sota el domini d'Àustria i comença un petit segle de pau. Els monarcs il·lustrats decideixen desenvolupar les infraestructures per tal de fomentar l'economia. Construeixen una xarxa de carreteres calçades tot arreu als Països Baixos austríacs, en moltes zones on només hi havia camins de sorra, sovint impracticables. La carretera de Bruges cap a Kortrijk, acabada a la meital del segle xvii, contribuí a l'expansió del poble. Hi havia un peatge a Waardamme.
El municipi va ser creat el 1796, durant l'ocupació francesa, quan les divisions administratives de l'antic règim van ser abolides. El segle xix és caracteritzat pel desenvolupament de latifundis, a l'entorn dels castells de Rooiveld i De Woesten, dels quals els propietaris reforesten la landa i desguassen els prats molls als marges dels rius. El 1864 s'obre la primera escola municipal. Des de l'inici del segle XX s'instal·len unes indústries a la carretera central i la població creix. La més llarga va ser la fàbrica de mobles d'Adolf Bouwens que va existir de 1945 a 1999, que per la seva política social (construcció de cases per als obrers, fomentació d'associacions esportives) va canviar el poble. La crisi de la fi dels anys 1990 i el canvi de moda van significar la fi de mig segle d'història industrial. Des de la fi dels anys 1960 es creen les primeres urbanitzacions i la funció residencial esdevé més important. L'1 de gener de 1977 el municipa va fusionar amb Oostkamp.
Galeria

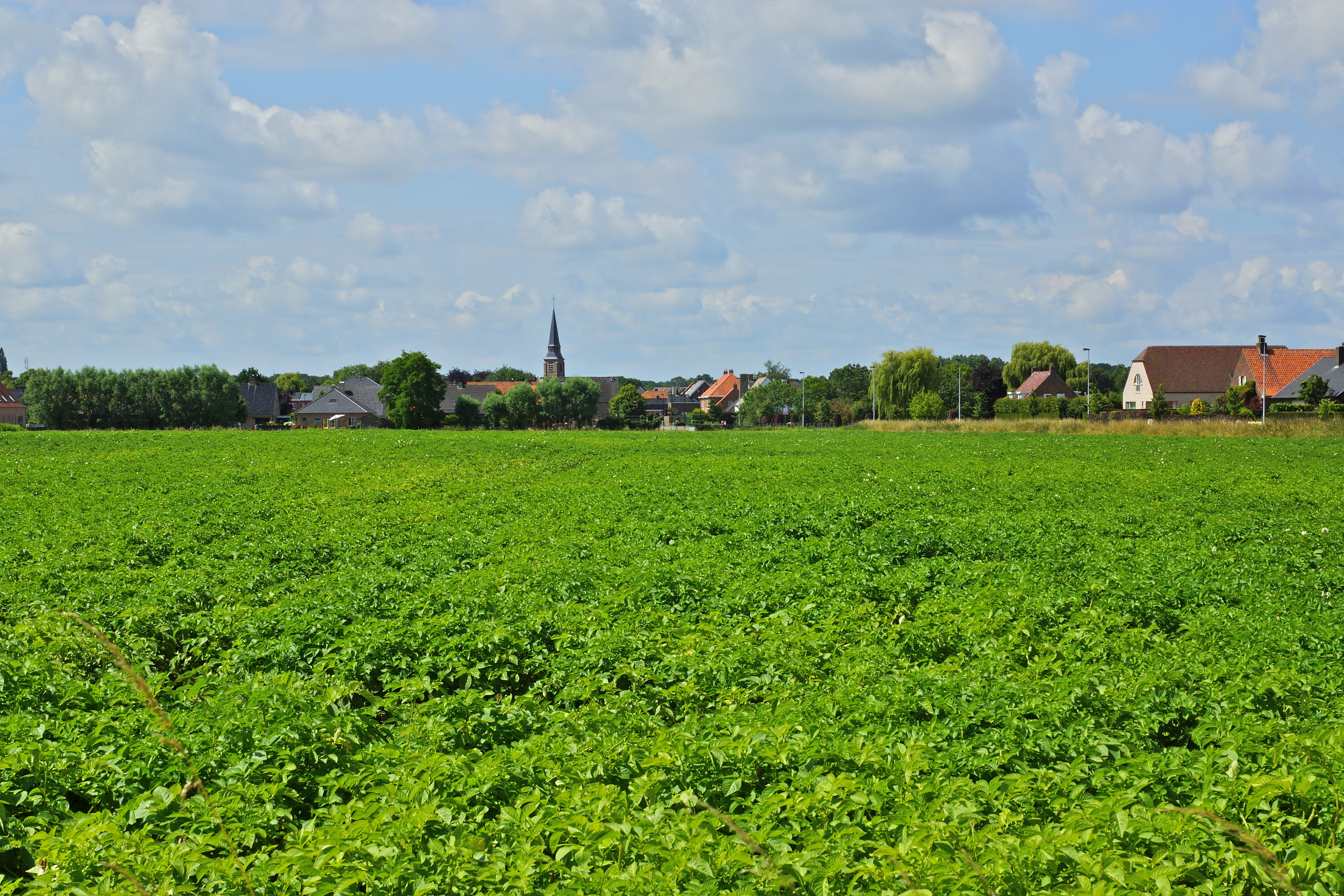
Panorama des del camp Rooiveld, camp de patates al primer pla
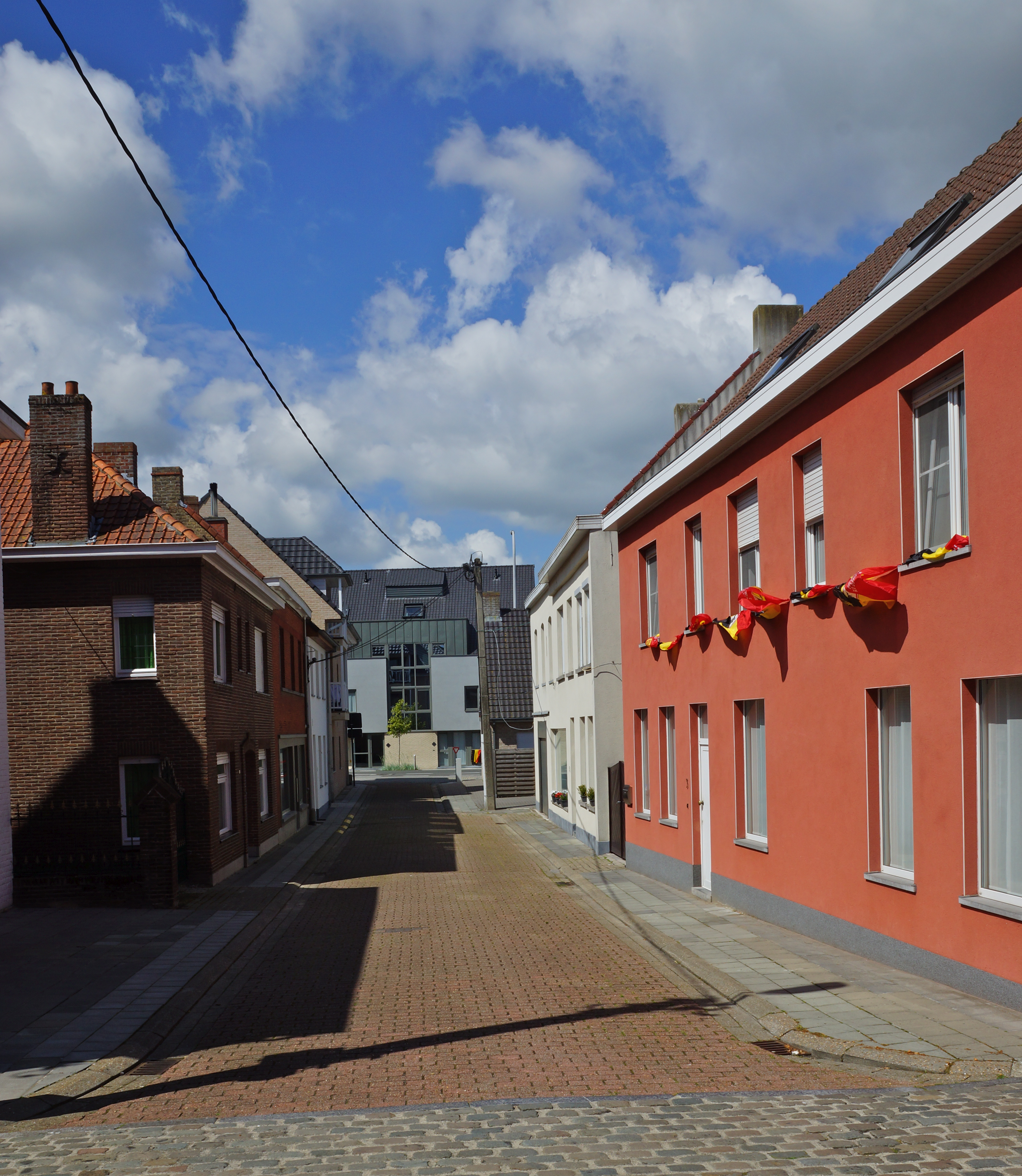
Kerkstraat (carrer de l'Església)
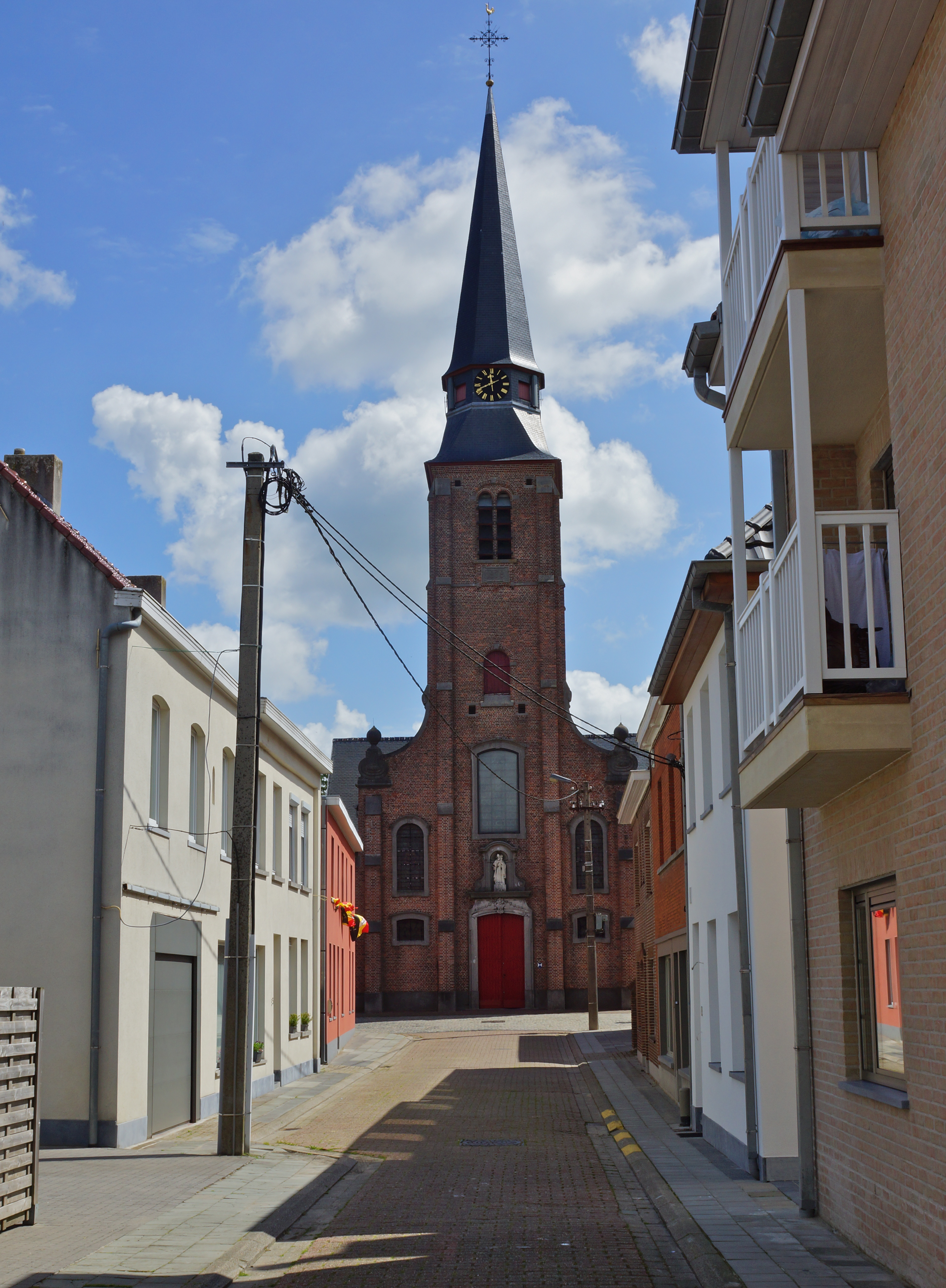
Església de Blai de Sebaste
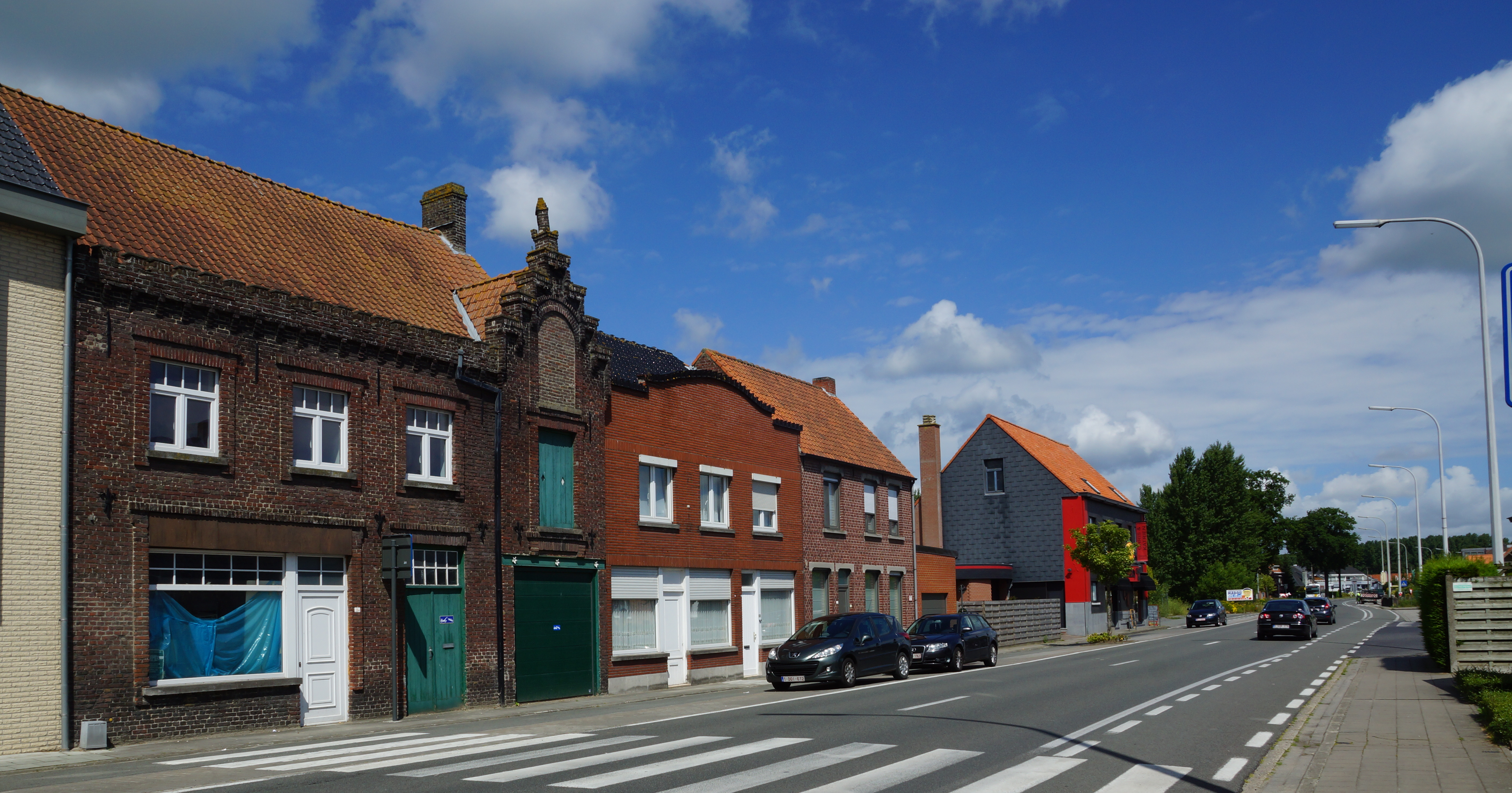
La carretera N50

Fill predilecte de Waardamme
- Adolf Bauwens, industrial

Llocs d'interés
- La xarxa de senders per a vianants lents
- L'església de Blai de Sebaste